# حنظلة بن أبي عامر
حَنْظَلَةُ بْنُ أَبِي عَامِرٍ (المتوفي سنة 3 هـ) صحابي من الأنصار من بني ضبيعة من الأوس، أسلم، وخرج إلى غزوة أحد بعد أن سمع النفير وهو جُنُب، فقُتل يومها، قتلهُ شداد بن الأسود الليثي وأبو سفيان بن حرب اشتركا فيهِ. وقال النبي محمد ﷺ أن الملائكة غسّلته، فسُمّي غِسِّيل الملائكة.